# رانومافانا است
رانومافانا است (به لاتین: Ranomafana Est) یک منطقهٔ مسکونی در ماداگاسکار است که در آتسینانانا واقع شده‌است. رانومافانا است ۱۴٬۶۷۲ نفر جمعیت دارد و ۴۵ متر بالاتر از سطح دریا واقع شده‌است.